# Tösse gamla kyrka
Tösse gamla kyrka är en medeltida kyrkobyggnad som avkristnades 2019, och ingick då i Åmåls församling. Den ligger en och en halv kilometer nordväst om samhället Tösse i Åmåls kommun.

## Kyrkobyggnaden
Kyrkan består av ett rektangulärt långhus med tresidigt kor i öster. Ingången är belägen i långhusets västgavel. Väggarna av natursten och tegel är vitputsade, utvändigt såväl som invändigt, och genombryts av stora, rundvälvda fönsteröppningar. Västra väggens gavelröste är klätt med tjärad stående träpanel. Långhuset har ett tegeltäckt sadeltak som är valmat över den tresidiga korväggen i öster. Invändigt består kyrkan av ett enda rum som täcks av ett platt trätak. Kyrkorummets utformning är enkel med sparsam inredning. I nuvarande långhus finns mursträckningar efter en medeltida tegelkyrka.

## Historia
Kyrkan uppfördes under 1200-talet av sten i romansk stil och ersatte troligen en tidigare träkyrka. En genomgripande ombyggnad genomfördes 1725 då kyrkan förlängdes åt öster och fick sin nuvarande form med tresidigt avslutat kor. Samtidigt förändrades fönstrens utformning. Ett torn fanns tidigare mitt på långhusets tak men togs ned 1741 för att minska belastningen på murarna. Istället lät man vid västra sidan bygga ett torn av sten med en överbyggnad av trä. Detta torn revs och ersattes 1783 med en klockstapel. År 1760 försågs innertaket med takmålningar av målarmästare Hans Georg Schüffner. År 1812 övergavs kyrkan och församlingarna i Tösse och Tydje som sedan använde Tydje kyrka tills den gemensamma kyrkan Tösse nya kyrka stod klar 1848. Året därpå revs Tydje kyrka som var en träkyrka från 1756. Tösse ödekyrka lämnades att förfalla och inventarierna skingrades. Dock finns en medeltida dopfunt i täljsten och en medeltida kyrkklocka i Tösse nya kyrka. År 1832 såldes gamla kyrkan till prosten Anders Kjellberg och efter en tid såldes kyrkan vidare och byggdes om till magasin. Bland annat tillkom fem stockvarv ovanpå murarna. En putsavknackning genomfördes 1910 under ledning av kyrkohistorikern Sigfrid Gunnäs då man fann intakta tegelmurar i munkförband. År 1931 inköptes kyrkan av häradshövding Karl Mellén som skänkte den till församlingen. År 1954 påbörjades ett omfattande renoveringsarbete, på bekostnad av en stiftelse, då kyrkan åter sattes i stånd. Bland annat rekonstruerades de rundvälvda fönsteröppningarna, de fem stockvarven ovanpå murarna avlägsnades och ett nytt innertak tillkom. År 1961 återinvigdes kyrkan som gudstjänstlokal. 

## Försäljning
Kyrkobyggnaden tillhörde Åmåls församling (tidigare Tösse med Tydje församling, före 1910 Tösse församling) i Karlstads stift, men dekonsekrerades i juni 2019 och lades ut till försäljning under år 2020. Ännu i mars 2021 hade ingen köpare hittats, sedan katolska kyrkan dragit sig ur. Byggnaden såldes senare samma år till en privatperson.

## Inventarier
Av tidigare inredning återstår några delar av altartavlan. En medeltida dopfunt i täljsten, liksom en medeltida klocka finns numera i Tösse nya kyrka. Kyrkorummets lösa bänkinredning är skänkt på 1980-talet av Åmåls metodistförsamling. På östra väggen finns en altartavla från 1936 och framför denna ett altare av omålat trä. Kyrkan har inget permanent instrument.

## Omgivning
Kyrkans närmaste omgivning är en gräsyta. Vid 1800-talets mitt schaktades den medeltida kyrkogården bort och dess murar avlägsnades. Strax nordost om kyrkan, vida synlig på en höjd, ligger den före detta prästgården.